# Crater Lake

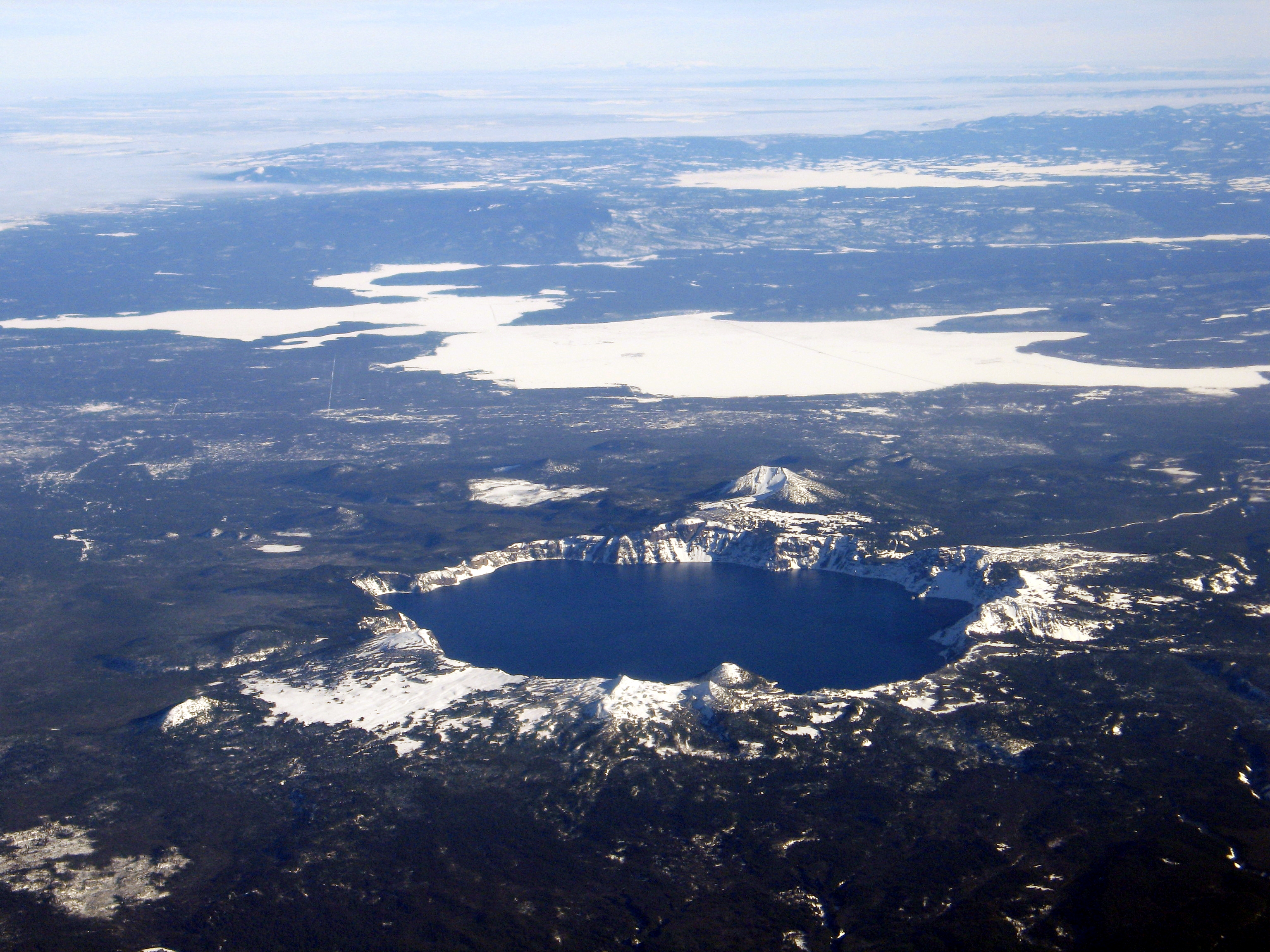
Crater Lake gezien vanuit de lucht (december 2005)

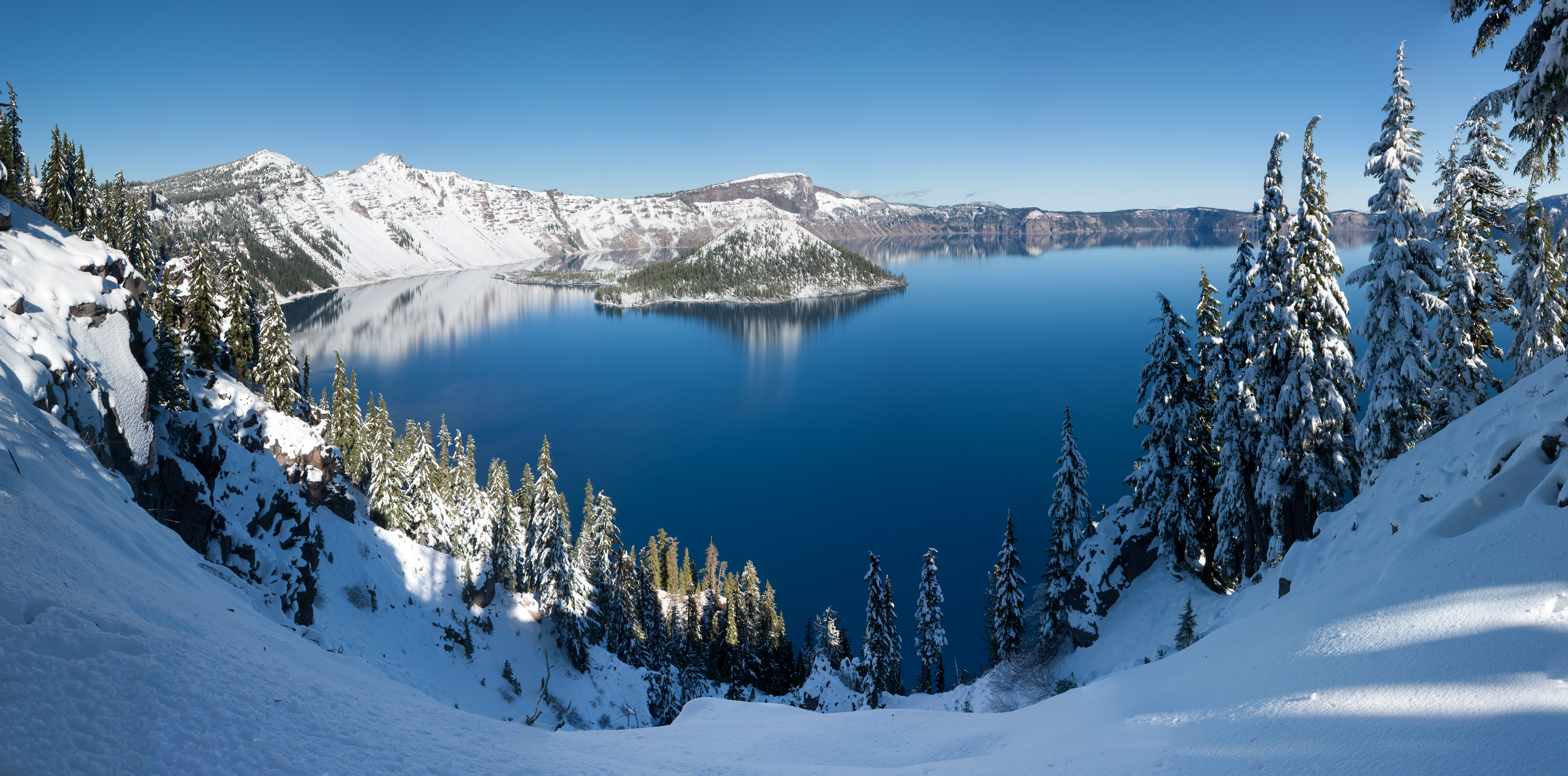
Panoramisch zicht vanaf Rim Village tijdens de winter

Crater Lake is een van 's werelds bekendste kratermeren, dat rond 5.700 voor Christus is ontstaan bij een zware vulkanische uitbarsting van Mount Mazama in Oregon, Verenigde Staten. De enorme caldera is ontstaan toen tijdens de uitbarsting de bovenste 1500 meter van Mount Mazama tijdens een grote explosie werd weggevaagd. De caldera ligt 2471 m boven de zeespiegel, heeft een diameter van ongeveer 10 km en is 647,5 m diep.
De uitbarsting van Mount Mazama destijds was zo'n 42 keer zwaarder dan die van Mount Saint Helens in 1980 en behoort tot 's werelds zwaarste drie uitbarstingen in de laatste 10.000 jaar. Tijdens de uitbarsting kwam ca. 50 km³ lava vrij.
Crater Lake is, met een maximale diepte van 594 meter, het diepste meer van Amerika en een van de diepste meren ter wereld. Op 22 mei 1902 werd het Crater Lake National Park opgericht om het gebied te beschermen.
Ten zuidoosten bevindt zich de stratovulkaan Mount Scott.
In het meer drijft zeker sinds circa 1900 een boomstam genaamd Old Man of the Lake. Door de lage watertemperatuur wordt het verrottingsproces vertraagd. De stam drijft sinds de eerste waarneming verticaal, in plaats van horizontaal.